# جامعة فرجينيا كومونولث
جامعة الكومونولث في فيرجينيا (بالإنجليزية: Virginia Commonwealth University)‏ أو جامعه فرجينيا كومونولث  أو اتحاد فرجينيا واختصارا VCU تعتبر هذه الجامعة من أكبر الجامعات الإمريكية العامة، تقع في مدينة ريتشموند في ولاية فيرجينيا الأمريكية. يبلغ عدد الطلاب بالجامعة 32000 طالب وطالبه. وهي نتاج اندماج معهد ريتشموند وكليه فرجينيا الطبية في عام 1968.تصنف الجامعة من ضمن الجامعات الإمريكية الأكثر نشاطا في مجال الابحاث. وأيضا تعتبر الجامعة الأكثر لتنوع جنسيات الطلاب في أمريكا.
يمتد تاريخ الجامعة إلى عام 1838م مع افتتاح كلية هامبدن سيدني الطبية في مدينة ريتشموند.
حققت الجامعة رقماً قياسياً قدره 310 ملايين دولار في تمويل الأبحاث الممولة في عام 2019 وهي مصنفة ضمن «R1: جامعات الدكتوراه - نشاط بحثي مرتفع للغاية». تدعم مهمة الجامعة البحثية مجموعة واسعة من المراكز والمعاهد المتميزة المعتمدة من الجامعة، والتي تشمل أعضاء هيئة التدريس من تخصصات متعددة في العلوم الإنسانية والسياسة العامة والتكنولوجيا الحيوية واكتشافات الرعاية الصحية. تم تصنيف ثمانية وعشرين برنامجًا للخريجين وأول برنامج احترافي من قبل يو إس نيوز آند وورد ريبورت على أنها من بين الأفضل في البلاد. تتنافس الفرق الرياضية في الجامعة في القسم الأول من الرابطة الوطنية لرياضة الجامعات، وهم أعضاء في مؤتمر الأطلسي 10. يشتمل حرم جامعة فرجينيا كومنولث على مبانٍ تاريخية مثل بيت جنتير، والتي يستخدمها الآن رئيس الجامعة.

## التاريخ

### البدايات

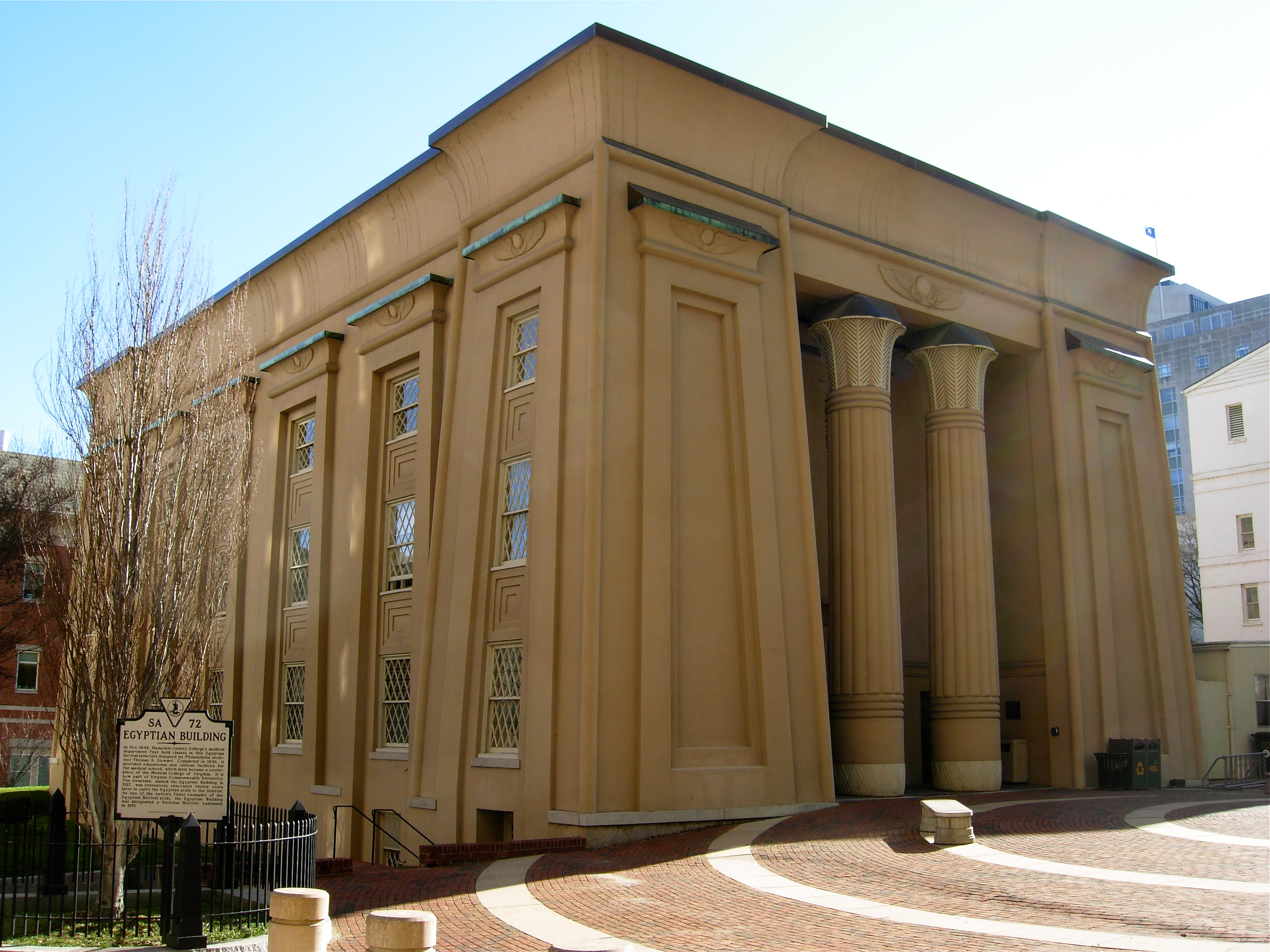
المبنى المصري لكلية الطب بفرجينيا (1845)، ريتشموند، فيرجينيا

على الرغم من أن الجامعة تم إنشاؤها رسميًا من خلال اندماج معهد ريتشموند الاحترافي وكلية الطب في فيرجينيا في عام 1968، إلا أن تاريخ جامعة فرجينيا كومنولث بدأ في عام 1838 عندما تم افتتاح القسم الطبي في كلية هامبدن - سيدني في ريتشموند. في عام 1844، انتقل إلى أول مبنى دائم له وهو المبنى المصري.
في عام 1854، حصل القسم الطبي لكلية هامبدن - سيدني على ميثاق مستقل من الجمعية العامة لفيرجينيا وأصبح لاحقًا كلية الطب في فيرجينيا. بعد بضع سنوات في عام 1860، نقلت جميع ممتلكات كلية الطب إلى كومنولث فيرجينيا وأصبحت مؤسسة حكومية مقابل 30 ألف دولار. في عام 1893، تم إنشاء كلية الأطباء والجراحين، التي أصبحت لاحقًا كلية الطب الجامعية، على يد هنتر ماغواير بعد ثلاثة مبانٍ فقط من الكلية الطبية.
يعود تاريخ معهد ريتشموند الاحترافي إلى عام 1917، عندما بدأ كمدرسة ريتشموند للعمل الاجتماعي والصحة العامة. في عام 1925، أصبح قسم ريتشموند في كلية ويليام وماري. في عام 1939، أصبح هذا القسم معهد ريتشموند المهني لكلية ويليام وماري. في عام 1947، تم تأسيس مؤسسة كلية الطب في فيرجينيا، وفي عام 1962 انفصل المعهد عن كلية ويليام وماري لتصبح مؤسسة حكومية مستقلة. ثم في عام 1968، تم الدمج بين الكلية والمعهد ليصبح اسمها جامعة فرجينيا كومنولث. تدعي الجامعة أن عام 1838 هو تاريخ تأسيسها على ختمها الرسمي وعلى المواد الترويجية.

### التاريخ الحديث
في عام 2013، مُنحت جامعة فرجينيا كومنولث منحة اتحادية بقيمة 62 مليون دولار للإشراف على اتحاد أبحاث وطني من الجامعات والمستشفيات والعيادات لدراسة ما يحدث لأعضاء الخدمة والمحاربين القدامى الذين يعانون من إصابات أو ارتجاجات خفيفة في الدماغ.
في عام 2010، تلقت جامعة فرجينيا كومنولث منحة بقيمة 20 مليون دولار من المعاهد الوطنية للصحة للانضمام إلى اتحاد مؤسسات بحثية على مستوى الدولة تعمل على تحويل الاكتشافات المختبرية إلى علاجات للمرضى. جعلت جائزة العلوم السريرية والترجمة من جامعة فرجينيا كومنولث المركز الصحي الأكاديمي الوحيد في فرجينيا الذي ينضم إلى شبكة المؤسسات المرموقة الحاصلة على جائزة العلوم السريرية والترجمة. في عام 2011، رفعت مؤسسة كارنيجي جامعة فرجينيا كومنولث إلى «نشاط بحث عالي جدًا»، مع أكثر من 255 مليون بحث برعاية.
في عام 2009، تم تعيين مايكل راو خامس رئيس لجامعة فرجينيا كومنولث، حيث عمل في فترة ولايته للتركيز على نمو جامعة فرجينيا كومنولث كجامعة أبحاث عامة رائدة.
في عام 2018، حدثت سلسلة من الاحتجاجات من قبل أعضاء هيئة التدريس المساعدين في جامعة فرجينيا كومنولث بسبب الأجور المنخفضة وعدم وجود مزايا. قبل ميزانية 2018-2019، تم تخصيص 4.2 مليون دولار أمريكي لزيادة التمويل المساعد لأعضاء هيئة التدريس من 800 دولار إلى 1000 دولار لكل ساعة معتمدة، أي أقل بنحو 1000 دولار مما كان يطالب به المحتجين.

### توسعة الجامعة
عمل وارن دبليو برانت أول رئيس لجامعة فرجينيا كومنولث خلال فترة توليه رئاسة الجامعة على إضافة 32 برنامجًا يمكن من الحصول على درجة علمية، وتم إنشاء كلية المهن الصحية المساعدة وكلية خدمات المجتمع. بالإضافة إلى ذلك، تم الانتهاء من إنشاءات جديدة تزيد عن 20 مليون دولار، وتم البدء فيها في كلا الحرمين الجامعيين، بما في ذلك مكتبة جيمس برانش كابيل، وقاعة رودس، ومبنى كلية إدارة الأعمال، ومركز طلاب لاريك، وتوسعة كبيرة لقاعة سانجر.
في الثمانينيات من القرن العشرين، وخلال رئاسة إدموند أكيل لجامعة فرجينيا كومنولث، بدأ بإصلاح شامل لنظام حوكمة الجامعة والهيكل الإداري. حيث قاد الإدارة في تأسيس نظام جديد للتخطيط الجامعي قصير المدى وطويل المدى، ووقام بإنشاء دعوة لأعضاء هيئة التدريس ومجموعة جديدة من الإرشادات الخاصة بتثبيت أعضاء هيئة التدريس وترقيتهم ؛ والوصول إلى المجتمع من خلال دعم استخدام موارد الجامعة البحثية والتعليمية لتلبية الاحتياجات الاجتماعية.
أصبح يوجين تراني رئيسًا للجامعة في عام 1990. وخلال فترة عمله، أصبحت جامعة فرجينيا كومنولث واحدة من أكبر الجامعات في ولاية فرجينيا، حيث نمت من تسجيل 21,764 طالبًا في عام 1990 إلى 32,284 في وقت تقاعده. كانت جامعة فرجينيا كومنولث أول جامعة في الولاية تسجل أكثر من 30,000 طالبٍ.
تعهدت جامعة فرجينيا كومنولث خلال رئاسة تراني بأكثر من 2.2 مليار دولار في مشاريع البناء والتجديد الرأسمالية. في فبراير 2006، أنشأت الجامعة رؤية جامعة فرجينيا كومنولث 2020 للتميز، وهي خطة إستراتيجية لمواصلة تحقيق مهمة الجامعة كمؤسسة بحثية حضرية رائدة للقرن الحادي والعشرين وتطوير أكثر من مليار دولار في مجالات أكاديمية وطبية وترفيهية جديدة وإسكان طلابي ومواقف للسيارات مرافق في مونرو بارك وحرم كلية الطب في فرجينيا بجامعة فرجينيا كومنولث.

## الحرم الجامعي
تمتلك جامعة فرجينيا كومنولث حرمين جامعيين رئيسيين في ريتشموند بولاية فرجينيا هما: حرم مونرو بارك الجامعي، والذي يقع غرب وسط مدينة ريتشموند، وحرم كلية الطب في فرجينيا في المركز الحضري. بالإضافة إلى ذلك، تمتلك الجامعة فرعًا لها في المدينة التعليمية، في مدينة الدوحة في قطر، إلى جانب العديد من المرافق الإقليمية.

### حرم مونرو بارك الجامعي

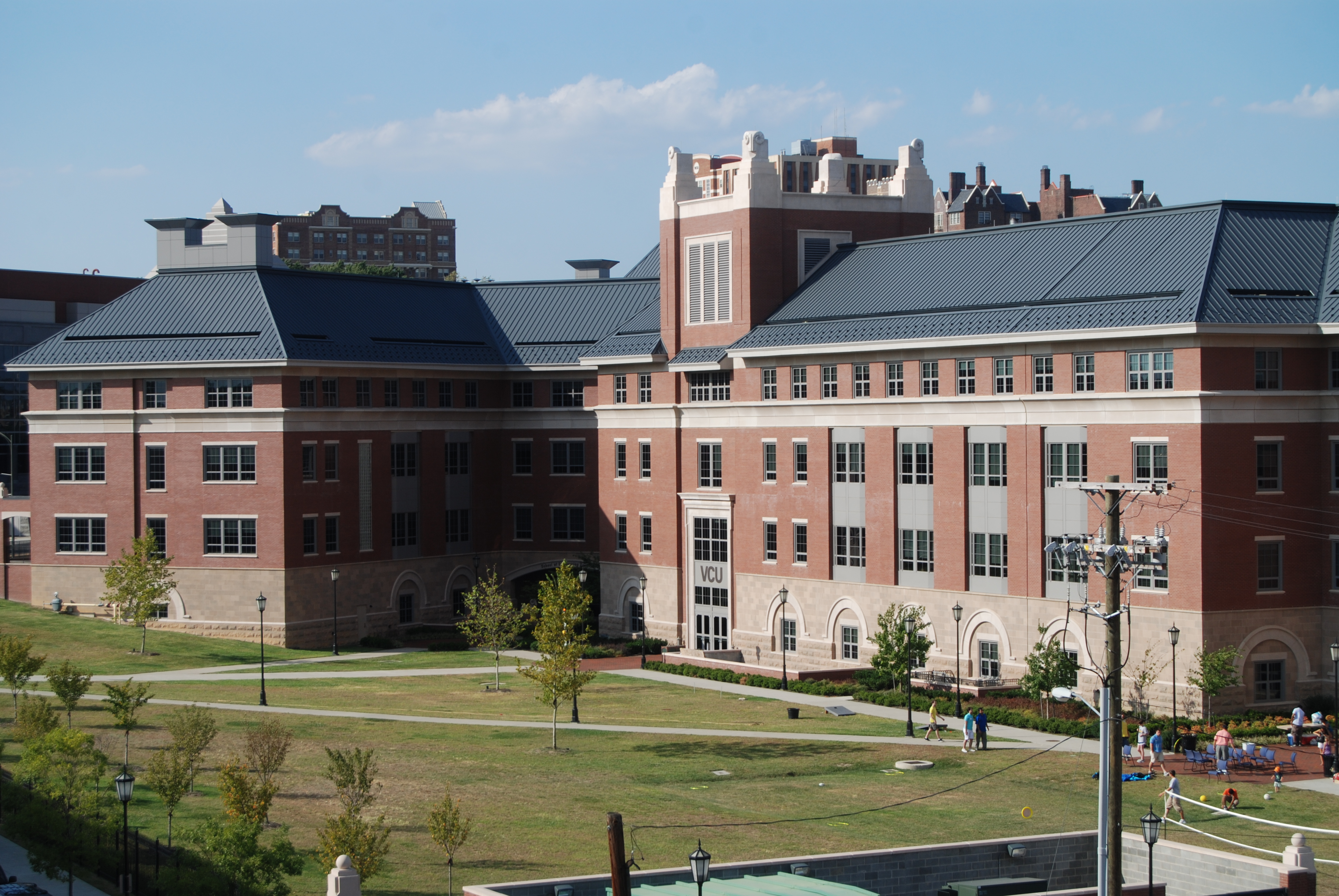
سنيد هول، حرم مونرو بارك

بلغت مساحة الحرم 90.6 فدانًا في يونيو 2004. يضم حرم مونرو بارك معظم مرافق التعليم العام بجامعة فرجينيا كومنولث، ويقع في الطرف الشرقي من حي المعجبين أو حي فان، وهو حي تاريخي يعود إلى أواخر القرن التاسع عشر بجوار وسط مدينة ريتشموند. قبل اندماج معهد ريتشموند بروفيشنال وكلية الطب بفرجينيا، كان الحرم الجامعي موطنًا لمعهد ريتشموند بروفيشينال بالكامل. اليوم، يحتوي الحرم الجامعي على مزيج من المباني الحديثة والقديمة، مع أكثر من 40 مبنى تم بناؤها قبل عام 1900.

### حرم كلية الطب في فرجينيا

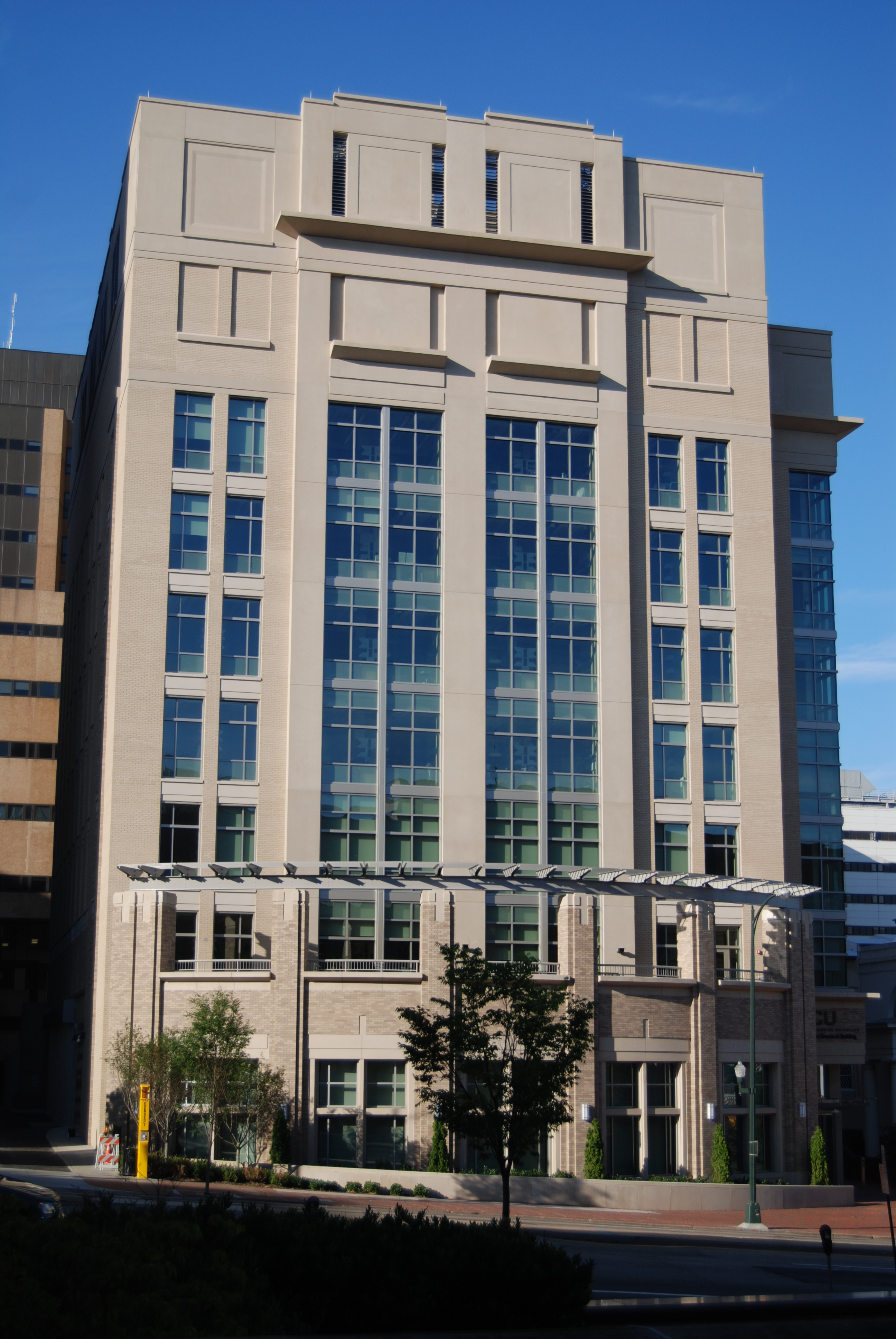
مبنى أبحاث الطب الجزيئي بجامعة فرجينيا كومنولث (MMRB)، حرم MCV

يُعد حرم كلية الطب في فرجينيا والذي تبلغ مساحته 52.3 فدانًا موطنًا لمركز الجامعة الطبي، وهذا يشمل كليات الطب وطب الأسنان والصيدلة والصحة المساعدة والتمريض والمركز الطبي الذي تشرف عليه هيئة النظام الصحي بجامعة فرجينيا كومنولث. يعد الحرم الجامعي أيضًا موطنًا لمركز السرطان المعين من المعهد الوطني للسرطان ومستشفى ريتشموند للأطفال في جامعة فرجينيا كومنولث.
تضم كليات العلوم الصحية بجامعة فرجينيا كومنولث كلية المهن الصحية المساندة، وكلية طب الأسنان، وكلية الطب، وكلية التمريض، وكلية الصيدلة.

### حرم قطر
هو الحرم الجامعي في قطر لكلية الفنون بجامعة فرجينيا كومنولث. تأسست عام 1998 من خلال شراكة مع مؤسسة قطر وكانت أول جامعة تفتح أبوابها في المدينة التعليمية. تم تجديد العقد في يوليو 2012 ويمتد حتى يوليو 2022. يوفر الحرم للطلاب الفرصة للحصول على درجة البكالوريوس في الفنون الجميلة في التصميم الجرافيكي أو التصميم الداخلي أو تصميم الأزياء أو تاريخ الفن أو الرسم والطباعة ودرجة الماجستير في الفنون الجميلة في دراسات التصميم.
كجزء من العقد، لا يُسمح لجامعة فرجينيا كومنولث بفتح أي برامج أخرى للفنون أو التصميم تمنح درجة علمية في دول الشرق الأوسط الأخرى.
يتألف حرم جامعة فرجينيا كومنولث في قطر بشكل أساسي من استوديوهات ومساحات عمل لبرامجها الفنية ومعرض دولي ومكتبة. يحتوي الحرم الجامعي أيضًا على الأشياء اللازمة للحياة اليومية للطلاب مثل المقهى وغرف الصلاة وصالة الطلاب والقاعة المركزية التي يمكن استخدامها لمجموعة متنوعة من الأحداث.
يعمل الحرم الجامعي جنبًا إلى جنب مع المجلس الأعلى للتعليم ومؤسسة قطر للوصول إلى رؤية قطر الوطنية 2030.
في عام 2015، ضمت جامعة فرجينيا كومنولث في قطر 63 كلية، يدرس فيها 361 طالبًا يمثلون 41 جنسية مما يدل على تنوعها. تضم جامعة فرجينيا كومنولث في قطر حتى الآن 620 خريجًا من 33 جنسية.
تلقت الجامعة حوالي 42 مليون دولار في عام 2014 لتشغيل الحرم الجامعي. جزء من هذا هو رسوم إدارية، والتي كانت في السنوات السابقة 3.4 مليون دولار، مما سمح للحرم الجامعي بالاستفادة من الحرم الجامعي.

### القمر الصناعي ومراكز الأبحاث
- تأسست حديقة أبحاث التكنولوجيا الحيوية في فرجينيا في مايو 1992 كمبادرة مشتركة بين جامعة فرجينيا كومنولث ومدينة ريتشموند وكومنولث فيرجينيا. تضم حديقة الأبحاث أكثر من 60 شركة في مجال علوم الحياة ومعاهد أبحاث ومختبرات حكومية / فيدرالية، ويعمل بها أكثر من 2200 عالم ومهندس وباحث.[28]
- يقع مركز إنجر ووالتر رايس لعلوم الحياة البيئية على مساحة 494 فدانًا على طول نهر جيمس. يركز المركز بشكل أساسي على البحث في علم وسياسة الأنهار الكبيرة والمناظر الطبيعية على ضفاف الأنهار والأراضي الرطبة.[29]
- مركز جامعة فرجينيا كومنولث الطبي في ستوني بوينت، في جنوب غرب ريتشموند[30]
- كلية الطب بجامعة فرجينيا كومنولث حرم إينوفا الجامعي[31]
- كلية الصيدلة بجامعة فرجينيا كومنولث حرم إينوفا الجامعي[32]
- كلية الصيدلة بجامعة فرجينيا، قسم جامعة فيرجينيا[33][34]

## ال

### الكليات
- كلية العلوم الإنسانية والعلوم[35]
  - مدرسة روبرتسون للإعلام والثقافة[36]
  - مدرسة الدراسات العالمية[37]
- مدرسة دوغلاس وايلدر للحكومة والشؤون العامة[38]
- مدرسة المهن الصحية المساندة[39]
- مدرسة الفنون[40]
- كلية إدارة الأعمال[41]
- كلية طب الأسنان[42]
- مدرسة التربية[43]
- كلية الهندسة[44]
- كلية الطب[45]
- مدرسة التمريض[46]
- مدرسة الصيدلة[47]
- مدرسة الخدمة الاجتماعية[48]
- الكلية الجامعية[49]
- كلية الدراسات العليا بجامعة فرجينيا كومنولث[50]
- كلية جامعة فرجينيا كومنولث الفخرية[51]
- علوم الحياة بجامعة فرجينيا كومنولث[52]

### البرامج
تقدم جامعة فرجينيا كومنولث درجات علمية في البكالوريوس، والماجستير والدكتوراه، وكذلك المهنية.
تسعة وسبعون من برامج جامعة فرجينيا كومنولث فريدة من نوعها في ولاية فرجينيا، مثل برنامج الأمن الداخلي والاستعداد للطوارئ في مدرسة إل دوغلاس وايلدر للشؤون الحكومية والعامة، بالإضافة إلى درجة تطوير العقارات والأراضي الحضرية في كلية الأعمال بجامعة فرجينيا كومنولث.
تقدم الجامعة أيضًا مجموعة واسعة من خيارات الدراسة مع 225 شهادة جامعية ودراسات عليا ومهنية ودكتوراه في الآداب والعلوم الإنسانية.
يوفر الحرم الطبي بالجامعة للطلاب العديد من الفرص للدراسات العليا. يضمن اختيار الطلاب الجامعيين الوافدين الذين يحافظون على مستوى أكاديمي عالٍ على مكان في عدد من برامج علوم الصحة المهنية.

### الشراكات الدولية
توفر مبادرة الشراكة الدولية للجامعات الخاصة بجامعة فرجينيا كومنولث لأعضاء هيئة التدريس والطلاب الفرصة للمشاركة والتعاون في ساحة دولية ومتعددة الثقافات. تحتل 15 جامعة شراكة دولية وحرم الجامعة في قطر مواقع إستراتيجية في 11 دولة.
- جامعة باوهاوس، فايمار (ألمانيا)
- جامعة بكين للدراسات الأجنبية (الصين)
- جامعة كيرتن للتكنولوجيا (أستراليا)
- جامعة فودان (الصين)
- مركز هداسا الطبي (إسرائيل)
- كلية هاريس مانشستر (المملكة المتحدة)
- المعهد الهندي للتكنولوجيا (الهند)
- جامعة أكسفورد (المملكة المتحدة)
- معهد الدراسات العليا للتعليم الطبي والبحوث (الهند)
- جامعة موسكو الحكومية (روسيا)
- جامعة ولاية سانت بطرسبرغ (روسيا)
- جامعة قرطبة (إسبانيا)
- جامعة غوادالاخارا (المكسيك)
- جامعة كوازولو ناتال (جنوب إفريقيا)
- جامعة ميسينا (إيطاليا)
- جامعة ساو باولو (البرازيل)
- جامعة غرب إنجلترا (المملكة المتحدة)

### التصنيفات والشهادات
وفقًا لتقرير يو إس نيوز آند وورد ريبورت لعام 2016، تم تصنيف الجامعة على أنها من ضمن الفئة الأولى للجامعات ذات تصنيف جامعي وطني عام رقم 156 وحاصل على رتبة رقم 84 من بين جميع الكليات والجامعات العامة في الولايات المتحدة.

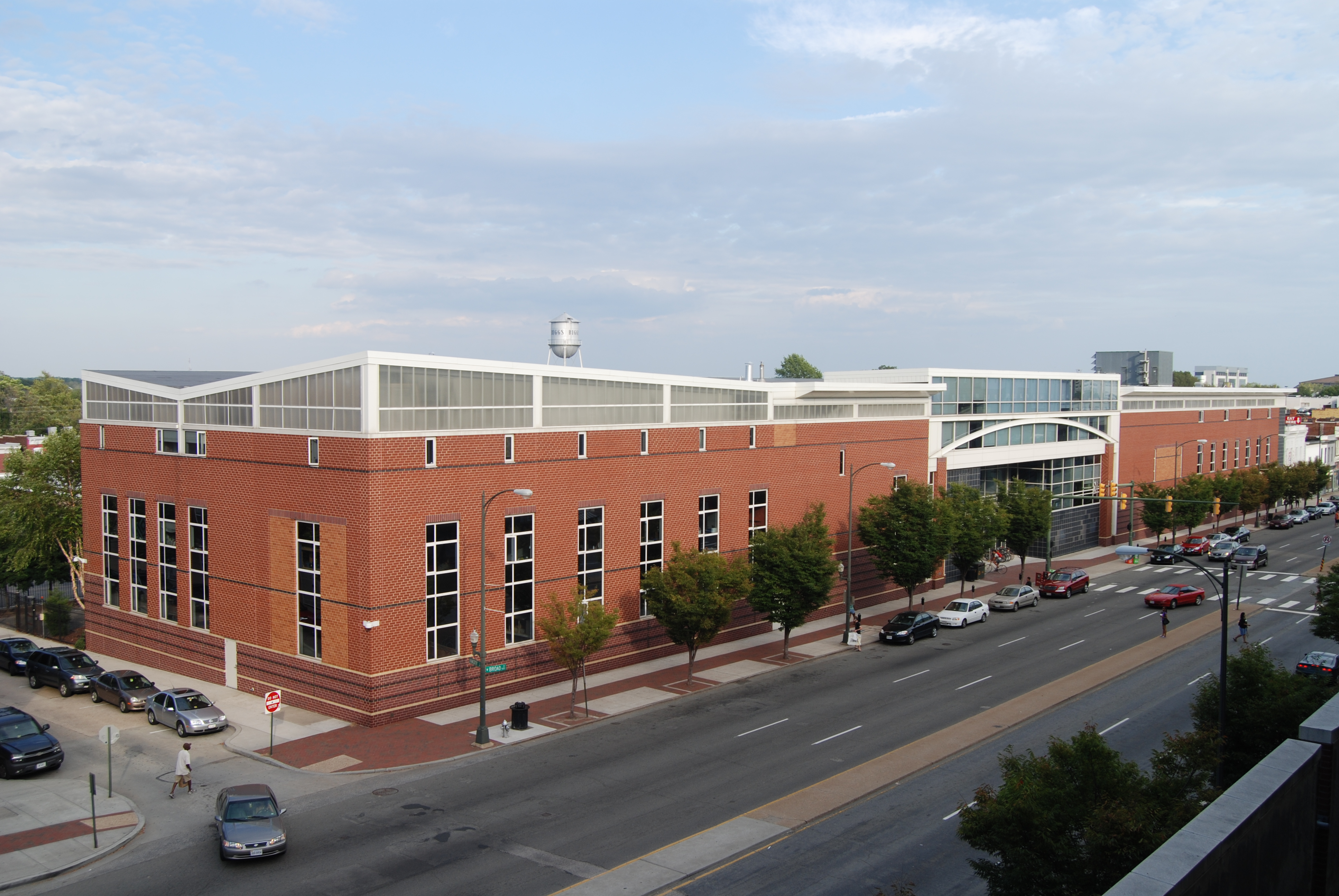
مبنى الفنون الجميلة، حرم مونرو بارك الجامعي

الترتيب الأكاديمي للجامعات العالمية الذي أجراه معهد التعليم العالي في جامعة شنغهاي جياو تونغ في عام 2005 يصنف جامعة فرجينيا كومنولث في أفضل 100 جامعة في أمريكا الشمالية واللاتينية وواحدة من أفضل 200 جامعة في العالم.
تم تصنيف كلية الفنون بجامعة فرجينيا كومنولث في المرتبة الأولى حيث تعد هي الجامعة العامة الوحيدة للفنون والتصميم في البلاد التي حصلت على هذا التصنيف العالي في الترتيب العام. في الواقع، أطلقت عليها صحيفة نيويورك تايمز «تلك المؤسسة البحثية العامة النادرة التي وضعت الفنون في المقدمة والمركز».
في عام 2016، صنفت يو إس نيوز آند وورد ريبورت كلية الصيدلة في الجامعة في المرتبة 17 بين كليات الصيدلة في الولايات المتحدة. وفقًا لتقرير يو إس نيوز آند وورد ريبورت لعام 2012، تم تصنيف كلية الخدمة الاجتماعية في المرتبة 11 وتم تصنيف برنامج الدراسات العليا للشؤون العامة في المرتبة 53 في الدولة.
تعد جامعة فرجينيا كومنولث من بين أفضل 100 مؤسسة وفقًا لتصنيفات مؤسسة العلوم الوطنية.

### الهيئة التدريسية
في تاريخها، فاز أحد أعضاء هيئة التدريس وخريج واحد بجائزة نوبل: حيث حصل باروج بن صراف، وهو خريج كلية الطب في فيرجينيا، على جائزة نوبل عام 1980 في علم وظائف الأعضاء أو الطب، وجون فين، أستاذ في كلية العلوم الإنسانية على جائزة نوبل في الكيمياء لعام 2002.
في المجال الطبي، كان لدى جامعة فرجينيا كومنولث أربعة أساتذة تم انتخابهم في معهد الطب التابع للأكاديمية الأمريكية للفنون والعلوم، وآخرهم ستيفن وولف في عام 2001.
تاريخياً، من بين أعضاء هيئة التدريس البارزين تشارلز براون سيكارد الذي تم تسمية متلازمة براون سيكوارد باسمه. كذلك هانتر ماكجواير الذي كان الجراح الكونفدرالي للجنرال ستونوول جاكسون قبل أن يؤسس «كلية الطب الجامعية»، التي اندمجت لاحقًا مع كلية الطب في فيرجينيا حيث أصبح رئيس قسم الجراحة. تم تسمية المركز الطبي لإدارة هانتر هولمز ماكجواير للمحاربين القدامى على اسمه.
احتل برنامج الدراسات العليا لعلم النفس في جامعة فرجينيا كومنولث المرتبة الثالثة على مستوى الدولة في مؤشر الإنتاجية العلمية للكلية في عام 2007. برنامج الإدارة العامة بجامعة فرجينيا كومنولث في كلية دوغلاس وايلدر للشؤون الحكومية والعامة حصل على المرتبة التاسعة في الدولة من خلال مؤشر الإنتاجية العلمية للكلية في عام 2007.

### المكتبات

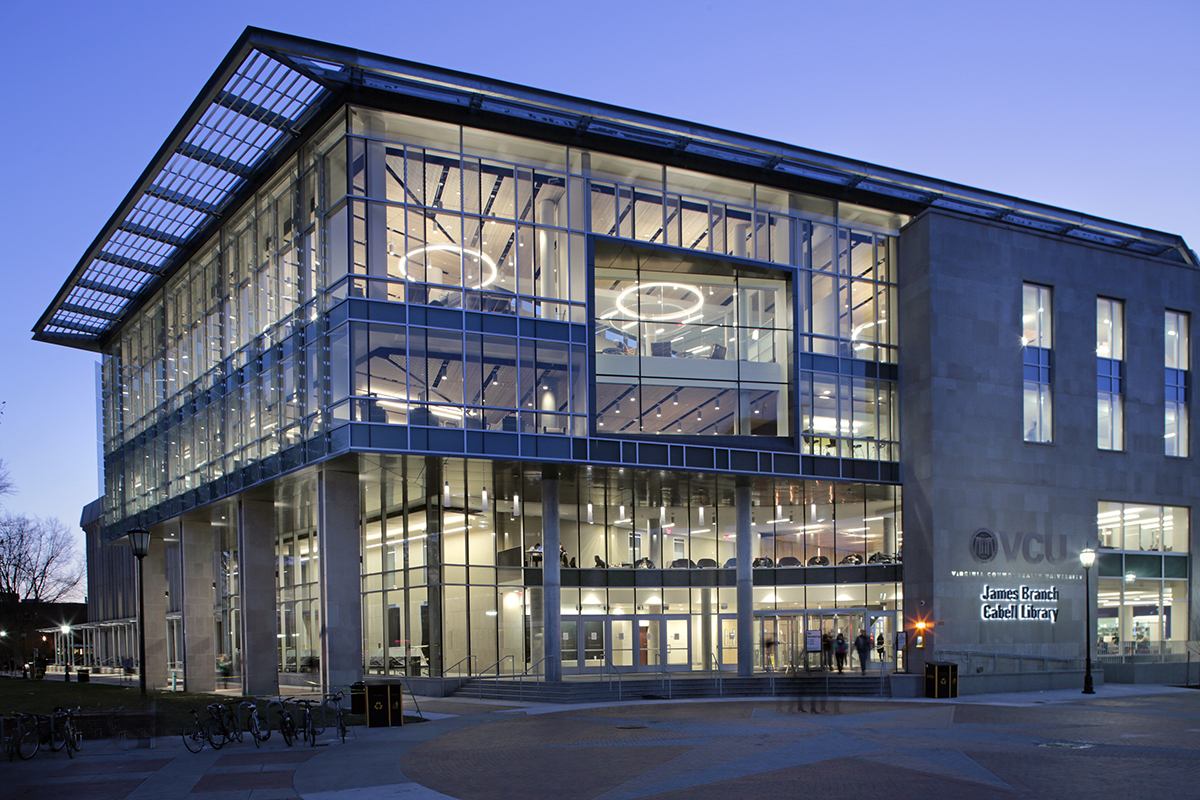
مكتبة جيمس برانش كابيل، حرم مونرو بارك الجامعي. الصورة جاي بول.

تعد مكتبات جامعة فرجينيا كومنولث واحدة من أكبر مكتبات الأبحاث في ولاية فرجينيا. في عام 2018، أصبحت مكتبات جامعة فرجينيا كومنولث العضو رقم 125 في الرابطة المهيبة لمكتبات البحث.
تحتوي المكتبات على أكثر من 3 ملايين مجلد (بما في ذلك أكثر من 665,000 كتاب إلكتروني) ومقتنيات واسعة من المجلات وقواعد البيانات. تشمل نقاط القوة في المجموعة الفنون والعلوم السلوكية والأعمال والكيمياء والطب السريري والتعليم وعلوم الصحة والحياة والشؤون العامة والعمل الاجتماعي. تستضيف مكتبات الجامعة 2.5 مليون زائر كل عام.
تدعم مكتبة جيمس برانش كابيل حرم مونرو بارك الجامعي، حيث يضم قسم المجموعات والمحفوظات الخاصة بها واحدة من أكبر مجموعات الكتب الفنية في الجنوب الشرقي وخامس أكبر مجموعة للروايات المصورة والكتب المصورة في الولايات المتحدة. ويشمل أيضًا سجلات المنظمات المحلية والأوراق للعديد من الكتاب والفنانين والناشطين الاجتماعيين في فرجينيا من المجتمعات غير الموثقة في ولاية فرجينيا، وهو مستودع جوائز إيسنر. في أوائل عام 2016، حصلت مكتبات الجامعة على نسخة نادرة من جميع كاريكاتير الزنوج رقم 1.

## الحياة الطلابية
| إحصائيات القبول بجامعة فرجينيا كومنولث 2014  | إحصائيات القبول بجامعة فرجينيا كومنولث 2014 |
| -------------------------------------------- | ------------------------------------------- |
| المتقدمون                                    | 15126                                       |
| معدل القبول                                  | 68.9٪                                       |
| طلاب السنة الأولى                            | 88% في الولاية، 12% خارج الولاية            |
| معدل المدرسة الثانوية                        | 3.59                                        |
| متوسط SAT (1600 - اعتبارًا من 2012 )          | 1088                                        |
| حجم فصل الطالب الجديد                        | 3586                                        |
| نسبة الطلاب الجامعيين إلى أعضاء هيئة التدريس | 17: 1                                       |
| معدل استبقاء الطلاب الجدد                    | 86.5٪                                       |

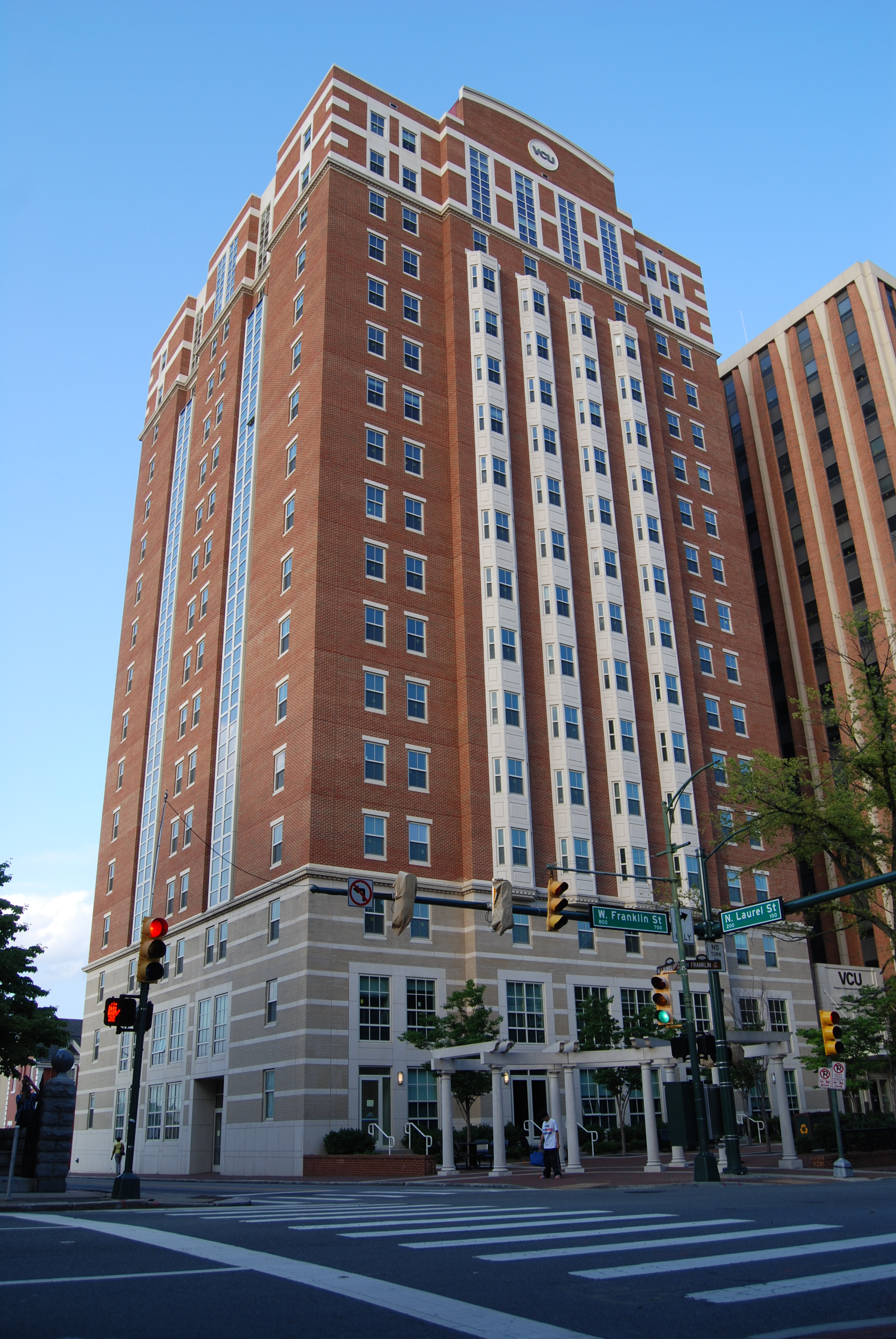
براندت هول، حرم مونرو بارك الجامعي

يتكون الجسم الطلابي من 57% طالبات و 42% طلاب. ارتفع عدد الطلاب خارج الولاية إلى 15% اعتبارًا من خريف عام 2011، والـ 85% المتبقية من الطلاب من فرجينيا. من الناحية الديموغرافية، يتألف الجسم الطلابي من 51% أبيض، و 15% أمريكي من أصل أفريقي، و 12% آسيوي، و 7% من أصل إسباني، و 6% دولي، وأقل من 1% من الأمريكيين الأصليين، و 8% غير معروفين.

### الحياة السكنية
يعيش أكثر من 79% من طلاب جامعة فرجينيا كومنولث الجدد في الحرم الجامعي. تبلغ سعة المدينة السكنية الحالية بجامعة فرجينيا كومنولث حوالي 6200 طالب. بسبب الموقع البارز داخل مدينة ريتشموند، يعيش العديد من رجال الطبقة العليا في شقق طلابية تقع حول الحرم الجامعي، وتحديداً في حي الفان أو أوريغون هيل أو حي كارفر، ويستطيعون الوصول عبر المشي أو ركوب الدراجة إلى فصولهم الدراسية.

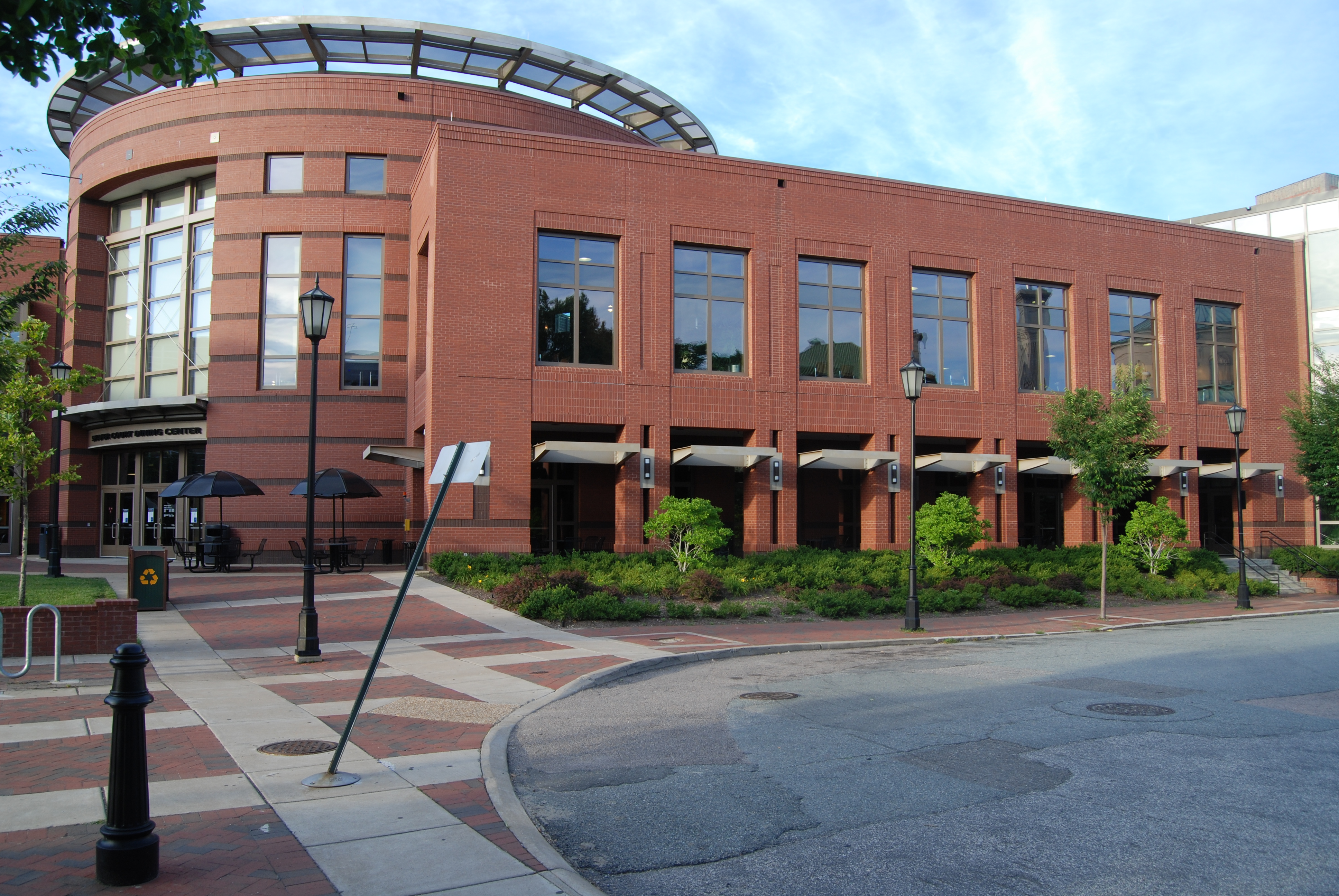
شيفر كورت داينينج سنتر، مونرو بارك

### أنشطة

#### المنظمات الطلابية
تضم الجامعة أكثر من 500 منظمة طلابية مسجلة يمكن للطلاب المشاركة فيها. تفتخر الجامعة بشبكة راسخة من المنظمات العرقية والثقافية والدينية والترفيهية والخاصة. هناك جمعيتان حكوميتان للطلاب في جامعة فرجينيا كومنولث، واحدة لكل حرم جامعي.
الجامعة شريك أكاديمي لأكبر مهرجان للسينما الفرنسية في الولايات المتحدة. تأسس عام 1993، ونمت المشاركة الإجمالية في عام 2012 إلى أكثر من 22000 مشاركة في 27 فيلمًا.

#### إعلام الطلاب
تقدم الجامعة العديد من وسائل الإعلام التي يديرها الطلاب والتي تسمح للطلاب بالتعبير عن أنفسهم دون رقابة أو رقابة إدارية أبرزها:
- تعديل - مجلة أدبية سنوية تعرض وجهات نظر خارج الثقافة السائدة، وتتخصص في التقدم الاجتماعي من خلال التعبير الفني.
- كومنولث تايمز - صحيفة مستقلة يديرها ويكتبها الطلاب وتنشر مرة واحدة في الأسبوع خلال العام الدراسي.[83]
- مجلة إنك[84] - مجلة إخبارية طلابية متعددة الأعراق تُنشر مرتين خلال العام الدراسي، وتنشر عبر الإنترنت على مدار العام.
- "Poictesme" - مجلة أدبية للطلاب الجامعيين توزع كل ربيع على الجسم الطلابي والمجتمع المحيط.[85]
- WVCW - محطة إذاعية مستقلة يديرها الطلاب في الجامعة.[86]
- The Horn - موقع وسائط متعددة غير نشط يديره الطلاب حول المشهد الموسيقي المحلي في ريتشموند.[87]

#### الرياضات الترفيهية
توفر الرياضة الترفيهية مرافق في كلا الحرمين الجامعيين. افتتح في ربيع عام 2010، الذي تم تجديده حديثا كاري شارع رياضة يتضمن مركز 18,000 قدم مربع اللياقة البدنية، وجدار تسلق الصخور، واثنين من حمامات وملاعب كرة المضرب وكرة السلة، ومضمار والميزانين التمارين الرياضية.
هناك ملعب لكرة السلة ولكرة الطائرة وكرة المضرب وغيرها من الألعاب الرياضية. يتوفر مسبح بطول 25 مترًا من ستة حارات للسباحة في اللفة وكرة السلة المائية والكرة الطائرة.

## خريجون بارزون
تضم جامعة فرجينيا كومنولث ما مجموعه 182,746 خريجًا مع 60,534 خريجًا يعيشون في منطقة مترو ريتشموند.